# Борго Риковеро (Ферара)
Борго Риковеро (итал. Borgo Ricovero) је насеље у Италији у округу Ферара, региону Емилија-Ромања.
Према процени из 2011. у насељу је живело 43 становника. Насеље се налази на надморској висини од 10 м.